# 山野線
山野線（日语：／ Yamano sen */?）曾經是一條連結日本熊本縣水俁市的水俁站至鹿兒島縣姶良郡湧水町（營業當時是栗野町）的栗野站，屬於九州旅客鐵道（JR九州）的鐵路線（地方交通線）。
隨着國鐵再建法的施行，1984年獲指定為第2次特定地方交通線，國鐵分割民營化後的1988年2月1日全線廢除。

## 路線資料
- 管轄（事業類別）：九州旅客鐵道（第一種鐵道事業者）
- 路段（營業距離）：水俁－栗野 55.7公里
- 軌距：1067毫米
- 站數：16個（包括起終點站）
- 複線路段：沒有（全線單線）
- 電氣化路段：沒有（全線非電氣化（日语：非電化））
- 閉塞方式：路牌閉塞式

## 历史
山野線是沿著礦山而開發的鐵路線。在1921年，以輕便鐵道法為基礎，栗野至山野之間的山野輕便線開通，隨後在1922年改名為山野線。在修正鐵道敷設法別表第124號列出了水俁至山野之間的預訂線。在1934年，水俁至久木野之間的山野西線開通，而原本的山野線便改名為山野東線。在1935年，山野東線的終點站由山野延長至薩摩布計，最後在1937年，久木野至薩摩布計連接起來，全線開通，並合併為山野線。
久木野至薩摩布計之間的「大川迴圈線」，是九州唯一一條螺旋線。
在停運前一年（1987年尾）曾有一輛列車的車身塗上漫畫人物，直至1988年山野線最後一日營業。在最後一日營業當日，沿線有很多居民歡送此鐵路線。

### 山野輕便線→山野東線
- 1921年（大正10年）9月11日：栗野至山野之間 (23.6km) 的山野輕便線開業。新設湯之尾站、菱刈站、薩摩大口站、山野站。
- 1922年（大正11年）9月2日：廢除輕便鐵道法，山野輕便線改名為山野線。
- 1934年（昭和9年）4月22日：由於山野西線的開業，山野線改為山野東線。
- 1935年（昭和10年）12月20日：山野至薩摩布計之間 (9.7km) 的延伸線開通。新設薩摩布計站。薩摩大口至山野之間的距離修正 (-0.2km)。

### 山野西線
- 1934年（昭和9年）4月22日：水俁至久木野之間 (14.3km) 的山野西線開業。新設東水俁站、肥後深川站、深渡瀨站、久木野站。

### 全線開通後（山野線）
- 1937年（昭和12年）12月12日：久木野至薩摩布計之間 (8.3km) 的延伸線開通。全線開通。山野西線與山野東線合併為山野線。
- 1938年（昭和13年）3月25日：新設西菱刈站。
- 1959年（昭和34年）11月23日：新設稻葉崎站。
- 1962年（昭和37年）2月15日：新設出水至宮崎之間的準急「Karakuni」列車（在1966年3月升格為急行列車）。
- 1963年（昭和38年）4月5日：新設前目站。
- 1965年（昭和40年）2月11日：新設郡山八幡站。
- 1972年（昭和47年）3月15日：急行「Karakuni」停運。
- 1984年（昭和59年）6月22日：指定為第2次特定地方交通線。列入停用鐵道線表中。
- 1986年（昭和61年）11月1日：全線 (55.7km) 貨物營運停止。
- 1987年（昭和62年）4月1日：因國鐵分割民營化，本線成為九州旅客鐵道的鐵路線。
- 1988年（昭和63年）2月1日：全線停運，由南國交通巴士代替鐵路服務。

## 車站列表
接續路線的公司名、車站所在地以山野線廢除時為準。
| 中文站名 | 日文站名 | 英文站名 | 站間距離 | 營業距離 | 接續路線                                    | 所在地   | 所在地                           |
| -------- | -------- | -------- | -------- | -------- | ------------------------------------------- | -------- | -------------------------------- |
| 水俁     |          |          | -        | 0.0      | 九州旅客鐵道：鹿兒島本線（現、肥薩橙鐵道）  | 熊本縣   | 水俁市                           |
| 東水俁   |          |          | 2.6      | 2.6      |                                             | 熊本縣   | 水俁市                           |
| 肥後深川 |          |          | 3.7      | 6.3      |                                             | 熊本縣   | 水俁市                           |
| 深渡瀨   |          |          | 1.6      | 7.9      |                                             | 熊本縣   | 水俁市                           |
| 久木野   |          |          | 6.4      | 14.3     |                                             | 熊本縣   | 水俁市                           |
| 薩摩布計 |          |          | 8.3      | 22.6     |                                             | 鹿兒島縣 | 大口市（現、伊佐市）             |
| 西山野   |          |          | 8.1      | 30.7     |                                             | 鹿兒島縣 | 大口市（現、伊佐市）             |
| 山野     |          |          | 1.6      | 32.3     |                                             | 鹿兒島縣 | 大口市（現、伊佐市）             |
| 郡山八幡 |          |          | 1.8      | 34.1     |                                             | 鹿兒島縣 | 大口市（現、伊佐市）             |
| 薩摩大口 |          |          | 2.9      | 37.0     | 日本國有鐵道：宮之城線（1987年1月10日廢除） | 鹿兒島縣 | 大口市（現、伊佐市）             |
| 西菱刈   |          |          | 4.8      | 41.8     |                                             | 鹿兒島縣 | 伊佐郡菱刈町（現、伊佐市）       |
| 菱刈     |          |          | 2.5      | 44.3     |                                             | 鹿兒島縣 | 伊佐郡菱刈町（現、伊佐市）       |
| 前目     |          |          | 2.0      | 46.3     |                                             | 鹿兒島縣 | 伊佐郡菱刈町（現、伊佐市）       |
| 湯之尾   |          |          | 2.8      | 49.1     |                                             | 鹿兒島縣 | 伊佐郡菱刈町（現、伊佐市）       |
| 稻葉崎   |          |          | 2.6      | 51.7     |                                             | 鹿兒島縣 | 姶良郡栗野町（現、姶良郡湧水町） |
| 栗野     |          |          | 4.0      | 55.7     | 九州旅客鐵道：肥薩線                        | 鹿兒島縣 | 姶良郡栗野町（現、姶良郡湧水町） |

## 外部連結
- 山野線 （页面存档备份，存于）